# Allison Baver
Allison Baver (* 11. August 1980 in Reading) ist eine ehemalige US-amerikanische Shorttrackerin.
Sie startete ihre sportliche Laufbahn auf Inlineskates und nahm an nationalen Meisterschaften teil. Erst mit Beginn ihrer High-School-Zeit wechselte sie aufs Eis. Seit dem Jahr 2002 gehört sie zum US-amerikanischen Nationalkader. Sie nahm an den Olympischen Spielen 2002 in Salt Lake City in der 3000-m-Staffel teil und erreichte Rang sieben. In der Saison 2002/03 debütierte sie im Weltcup. Ihre ersten Erfolge feierte sie in der Weltcup-Saison 2004/05. Im Gesamtweltcup wurde sie Sechste, die beste Platzierung einer US-amerikanischen Shorttrackerin im Gesamtweltcup seit mehr als zehn Jahren. In der folgenden Saison 2005/06 wurde sie dann Gesamtweltcup-Dritte. Bei den Weltmeisterschaften in Minneapolis wurde sie Vierte über 1500 m, erreichte Platz drei im 3000-m-Superfinale und wurde Fünfte des Mehrkampfs. Bei den Olympischen Spielen in Turin erreichte Baver zwei Top-Ten-Platzierungen, sie wurde über 500 m Siebte und mit der Staffel Vierte. Ein Jahr später wiederholte sie den fünften Rang im Mehrkampf bei den Weltmeisterschaften in Mailand. In dem Jahr wurde sie zudem erstmals US-amerikanische Meisterin. Bavers größter sportlicher Erfolg war die Bronzemedaille mit der Staffel bei den Olympischen Spielen 2010 in Vancouver. Zunächst platzierte sich die Staffel auf Rang vier, nach der Disqualifikation der Koreanerinnen wurde ihr jedoch Bronze zuerkannt. Nach den Spielen beendete Baver ihre aktive Karriere.
Bavers Karriere wurde immer wieder durch schwerere Verletzungen beeinträchtigt. Unter anderem kollidierte sie im Februar 2009 bei einem Weltcuprennen mit ihrer Teamkollegin Katherine Reutter und brach sich dabei das Bein. 2006 verletzte sie sich ebenfalls am Bein, 2007 an der Schulter, und fiel jeweils rund ein halbes Jahr aus.
Im Jahr 2003 schloss Baver an der Pennsylvania State University ein Studium im Bereich Marketing und Management ab. 2007 erreichte sie einen Master of Business Administration (MBA) am New York Institute of Technology.